# Rudolph E. Siegel
Rudolph E. Siegel (* 2. März 1900; † 30. September 1975) war ein US-amerikanischer Arzt und Medizinhistoriker.

## Leben
Siegel war Assistant Professor of Medicine an der State University of New York at Buffalo. Er hielt ein Diplom des American Board of Internal Medicine und war unter anderem Mitglied der International Academy of the History of Medicine, des American Board of Cardiology und der Medical History Society of Western New York.
Siegel hat Studien zu Galen und eine Übersetzung von dessen Schrift De locis affectis veröffentlicht, Forschungen, die ein neues Bild des griechischen Arztes vermittelten.

## Schriften
- Galen’s System of Physiology and Medicine. An analysis of his doctrines and observations on bloodflow, respiration, humors and internal diseases. S. Karger, Basel / New York 1968.
- Galen on Sense Perception. His Doctrines, Observations and Experiments on Vision, Hearing, Smell, Taste, Touch and Pain, and Their Historical Sources. S. Karger, Basel 1970. – Rezensionen von: Kenneth D. Keele. In: Medical History, PMC 1034124 (freier Volltext). Emilie Savage Smith: In: Isis. Band 63, Nr. 1, März 1972, S. 116–118, JSTOR:229213
- Galen on Psychology, Psychopathology and Function and Diseases of the Nervous System. S. Karger, Basel 1973. – Rezension: Medical History, 1.1, Januar 1975, S. 99–100, Auszug.
- Galen on the Affected Parts. Translation from the Greek Text with Explanatory Notes. S. Karger, Basel 1976, Auszug